# RDX (Speichermedium)

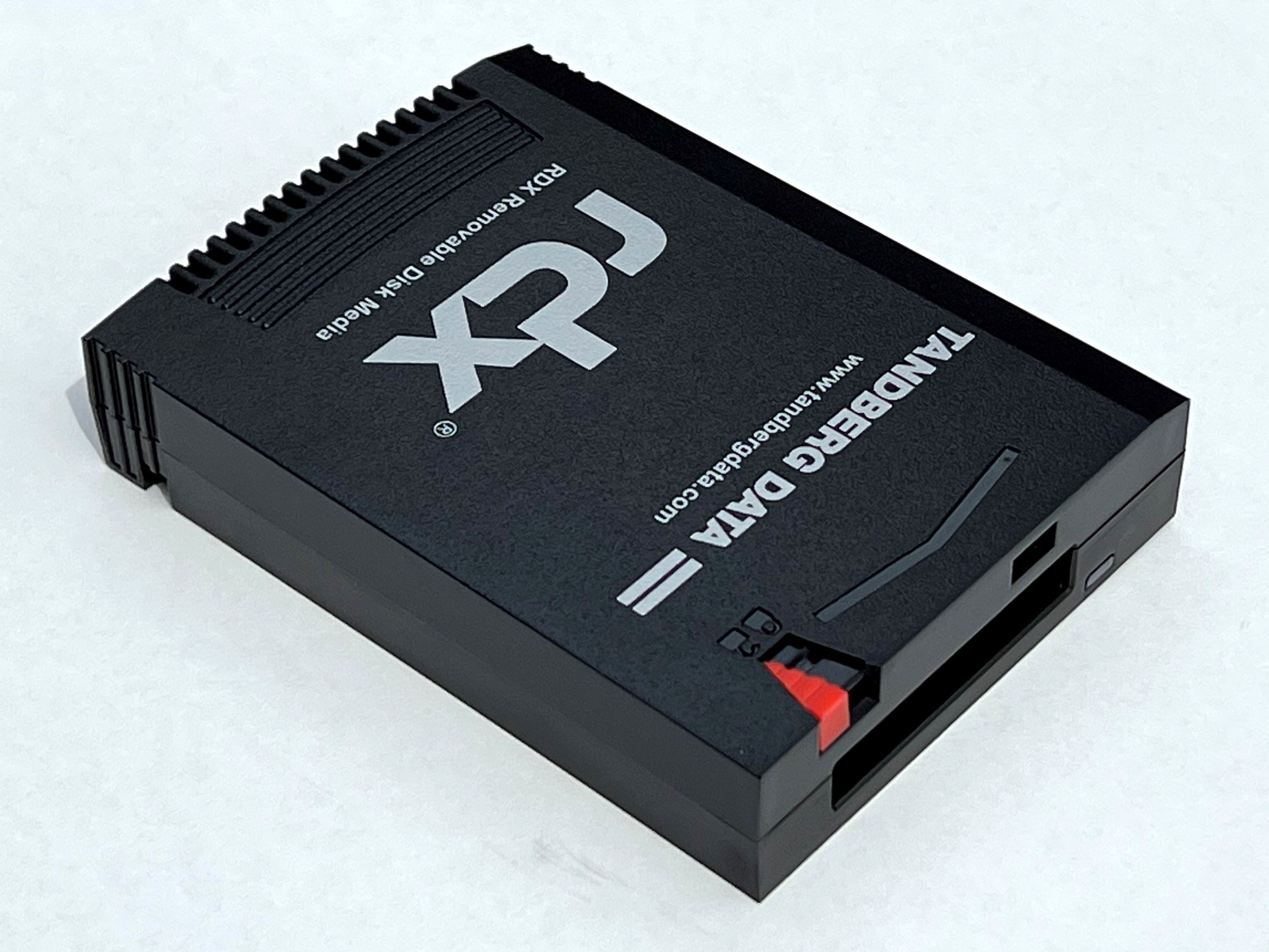
RDX-Kassette

RDX ist eine Datensicherungstechnik mit auf Festplatten oder Solid-State-Drives basierenden Wechseldatenträgern, die 2004 von ProStor Systems Incorporated entwickelt wurde, um die Magnetband-Technik abzulösen, und im Mai 2011 von Tandberg Data übernommen wurde.
RDX besteht aus den RDX-Kassetten (engl.: cartridges) als Wechselmedien und dem RDX-Dock. RDX-Kassetten sind 2,5-Zoll-Serial-ATA-Festplatten, beworben mit einer Stoßfestigkeit von freiem Fall aus einem Meter Höhe auf Betonboden, einer Lebensdauer bis zu 30 Jahren und einer Übertragungsgeschwindigkeit von bis zu 650 GB/Stunde.
Speichergrößen der einzelnen auf Festplatten basierenden RDX-Kassette sind 500 GB, 1 TB, 2 TB, 4 TB oder 5 TB (nicht mehr im Handel/Herstellerangebot: 160 GB, 320 GB, 1,5 TB und 3 TB). Auf SSDs basierende RDX-Kassetten haben Kapazitäten von 500 GB, 1 TB, 2 TB, 4 TB oder 8 TB (nicht mehr im Handel/Herstellerangebot: 64 GB, 128 GB, 256 GB und 512 GB). RDX-WORM-Kassetten haben Kapazitäten von 1 TB, 2 TB oder 4 TB (nicht mehr im Handel/Herstellerangebot: 320 GB, 500 GB).
Eine ähnliche Technik ist Iomega REV.
Nach der überraschenden Einstellung des Geschäftsbetriebs des Herstellers Overland Tandberg im Februar 2025 sind (Stand April 2025) nur noch Restbestände an Laufwerken und Medien am Markt verfügbar, so dass die RDX-Technik nach derzeitigem Stand in Zukunft nicht mehr verfügbar sein wird.